# ARIA Digital Track Chart
De ARIA Digital Track Chart is een hitlijst van de meestverkopende singles via legale download over het internet in Australië, wekelijks samengesteld door de Australian Recording Industry Association. De eerste lijst dateert uit 9 april 2006 en weergeeft een top 100. Stan Walker - Black Box stond met 12 weken het langst op #1.